# اضطراب ما بعد الولادة
اضطراب ما بعد الولادة هو اضطرابٌ نفسي يظهر لدى النساء حديثات الولادة. لا تختلف أعراضه عن اضطراب ما بعد الصدمة.

## علاماته وأعراضه
تتضمن أعراض اضطراب ما بعد الولادة أعراضًا ذهنية مثل ذكريات ماضية أو كوابيس. بالإضافة إلى محاولاتٍ لتجنب تلك الذكرى مثل فقدان ذاكرة لنسيان حدث الولادة أو جزء منه. وهناك أيضًا مشاكل في تكوين رابطة بين الأم والطفل، ورغبة في تجنب العلاقة الجنسية لمنع حدوث حملٍ آخر ولتجنب الولادة ومشاكل الحمل. ومن أعراض زيادة الضغط؛ التعرق والارتجاف والغضب المستمر واضطرابات النوم.